# Андрија Перовић
Андрија (Вука) Перовић (Трепча, ? — Куршумлија, 1941) био је српски јунак. Носилац је Карађорђеве звезде са мачевима.

## Биографија
Рођен је селу Трепча код Никшића од оца Вука и мајке Јоване, одакле су се његови родитељи доселили у Селиште, срез косанички, где је Андрија и одрастао. Са братом Пеком је као добровољац кренуо у ратове 1912. године. На Церу му је брат Пеко погинуо а Андрија је два пута рањан у тој борби. За показану храброст на Церу и касније на Колубари, указом бр. 150 808 од 15. јуна 1915. године, одликован је Златним војничким орденом КЗ са мачевима. Водио је дневник за време ратова из којег не види да је 17 пута теже или лакше рањаван.
После ратова затекао је спаљено имање, побијено пола фамилија, пустош и беду. Као велики ратник био је примљен у служби на двору краља Александра, коју је убрзо напустио и вратио се у Селиште. У 35. години живота жени се Стојанаком Лабовић са којем је имао петоро деце. Од последица ратова и рањавања, тешко се разболео и умро фебруара 1941. године у Куршумлији.
Анрија Перовић је из ратова изашао са 17 рана и 7 ратних одликовања.